# 1976年インスブルックオリンピックのリヒテンシュタイン選手団
1976年インスブルックオリンピックのリヒテンシュタイン選手団（1976ねんインスブルックオリンピックのリヒテンシュタインせんしゅだん）は、1976年2月4日から2月15日まで、オーストリアのインスブルックで開催された1976年インスブルックオリンピックのリヒテンシュタイン選手団、およびその競技結果。

## 概要
今大会は銅メダル2個を獲得した。
アルペンスキー女子回転で、ハンニ・ウェンツェルが銅メダルを獲得、リヒテンシュタインにオリンピック初メダルをもたらした。

## メダル
| メダル | 選手名                 | 競技           | 種目     |
| ------ | ---------------------- | -------------- | -------- |
| 銅     | ヴィリー・フロンメルト | アルペンスキー | 男子回転 |
| 銅     | ハンニ・ウェンツェル   | アルペンスキー | 女子回転 |